# 200 mètres brasse masculin aux Jeux olympiques d'été de 1924
L'épreuve de 200 mètres brasse masculin des Jeux olympiques de 1924 a eu lieu du 15 au 17 juillet 1924 dans un bassin long de 50 mètres, le stade aquatique des Tourelles à Paris.
Avec 16 nations engagées, cette course établit le record des nations représentées lors des épreuves de natation.
Le record olympique remonte aux Jeux olympiques de Stockholm en 1912, établi en finale par l'Allemand Walter Bathe en 3 min 1 s 80. Le record du monde appartient à un autre Allemand, Erich Rademacher, en 2 min 50 s 40 depuis le printemps 1924.
Dès les séries, le vieux record olympique tombe, battu par l'Américain Robert Skelton en 2 min 56 s. De son côté, le Hongrois recordman du monde du 100 mètres brasse, Márton Sipos part vite et ne parvient pas à tenir la distance. Il n'entre pas en demi-finale. Celles-ci sont un duel à distance entre les deux favoris l'américain Skelton et le Belge Joseph De Combe qui se neutralisent, réalisant le même temps pour gagner chacun leur course. Cependant, l'affrontement attendu en finale entre les deux hommes n'a pas lieu. Skelton part vit et contrôle la course de bout en bout. De Combe ne réussit même qu'à accrocher la deuxième place que dans la dernière longueur. Il bat malgré tout le record de Belgique de la distance.
Le style de nage du vainqueur l'Américain Robert Skelton surprend les observateurs : il ramène très rapidement les bras vers l'avant, lui permettant d'augmenter sa fréquence.

## Séries
Les séries du 200 mètres brasse masculin ont lieu le mardi 15 juillet le matin,. Les entrées ce matin-là sont comptées à un peu plus de 1 100 spectateurs. Les deux premiers de chaque série et le meilleur troisième sont qualifiés pour les demi-finales.
31 nageurs venus de 17 pays sont engagés. 3 nageurs sont forfaits : un Canadien T. Chapman, mais son forfait est décidé par la FINA à la suite d'un désaccord entre le Comité olympique canadien et la Fédération canadienne de natation ; un Américain John Faricy et un Yougoslave B. Deak. Au total, ce sont 28 nageurs venus de 16 pays qui s'affrontent.
Les séries sont âprement disputées, principalement la 5e. Si l'Américain Robert Skelton prend rapidement l'ascendant sur ses adversaires lors de la première série, passant largement en tête aux 100 mètres en 1 min 22 s 10, c'est la troisième place, permettant potentiellement l'entrée en demi-finale qui fait l'objet dune lutte serrée. Le nageur français Vallerey tente de vaillamment s'accrocher mais ne peut rien. En deuxième série, le recordman du monde du 100 mètres brasse, Márton Sipos passe effectivement en tête aux 50 et 100 mètres en 1 min 24 s 10, mais il ne tient pas la distance. La série est remportée par le Belge De Combe et Sipos n'entre même pas en demi-finale. Dans cette course, le Français Zwiller vire (et termine) en dernière position, mais il réussit à revenir sur ses adversaires dans la dernière longueur, en vain. Comme pour la première série, un Américain, William Kirschbaum, s'impose facilement dans la 3e série et la lutte se fait autour des places d'honneur. Dans la quatrième série, le Français Bouvier reste longtemps à la seconde place qualificative, mais il est rattrapé et doublé dans les derniers mètres par le Hongrois Hollósi. La cinquième est dernière série est considérée comme la plus belle de la matinée : quatre hommes virent ensemble aux 150 mètres. Si Heard et Ishida faiblissent, la victoire se joue au sprint dans les derniers mètres entre le Suédois Linders et le Suisse Wyss,.
| Série | Rang | Pays | Nom                    | Temps         | Qualification          |
| ----- | ---- | ---- | ---------------------- | ------------- | ---------------------- |
| 1     | 1    |      | Robert Skelton         | 2 min 56 s    | Q (RO)                 |
| 1     | 2    |      | Thor Henning           | 3 min 2 s 40  | Q                      |
| 1     | 3    |      | Zoltán Bitskey         | 3 min 5 s 40  | q (meilleur troisième) |
| 1     | 4    |      | Ivan Stedman           | 3 min 9 s 60  |                        |
| 1     | 5    |      | William Stoney         | 3 min 10 s 30 |                        |
| 1     | 6    |      | Georges Vallerey       | 3 min 11 s 20 |                        |
| 2     | 1    |      | Joseph De Combe        | 3 min 2 s     | Q                      |
| 2     | 2    |      | Edward Maw (en)        | 3 min 7 s     | Q                      |
| 2     | 3    |      | Márton Sipos           | 3 min 9 s 80  |                        |
| 2     | 4    |      | Arvo Aaltone (en)      | 3 min 11 s    |                        |
| 2     | 5    |      | Marius Zwiller         | 3 min 11 s 20 |                        |
| 3     | 1    |      | William Kirschbaum     | 3 min 1 s     | Q                      |
| 3     | 2    |      | Rudolf Piowaty         | 3 min 10 s 80 | Q                      |
| 3     | 3    |      | Bo Johnsson            | 3 min 12 s 20 |                        |
| 3     | 4    |      | Viljo Viklund (en)     | 3 min 12 s 40 |                        |
| 3     | 5    |      | Luciano Trolli         | 3 min 23 s    |                        |
| 4     | 1    |      | Reginald Flint         | 3 min 5 s 20  | Q                      |
| 4     | 2    |      | Frigyes Hollósi        | 3 min 6 s 40  | Q                      |
| 4     | 3    |      | Henri Bouvier          | 3 min 7 s 80  |                        |
| 4     | 4    |      | Gerlacus Moes (en)     | 3 min 18 s 80 |                        |
| 4     | 5    |      | Emerico Biach          | 3 min 26 s 80 |                        |
| 4     | 6    |      | Ivo Pavelić            | 3 min 28 s 40 |                        |
| 5     | 1    |      | Bengt Linders          | 3 min 3 s 40  | Q                      |
| 5     | 2    |      | Robert Wyss            | 3 min 6 s 10  | Q                      |
| 5     | 3    |      | Clarrie Heard (en)     | 3 min 9 s     |                        |
| 5     | 4    |      | Tsunenobu Ishida       | 3 min 9 s 20  |                        |
| 5     | 5    |      | Jaroslav Müller (en)   | 3 min 22 s    |                        |
| 5     | 6    |      | Mário da Silva Marques | 3 min 32 s 40 |                        |

## Demi-finales
Les demi-finales du 200 mètres brasse masculin ont lieu le mercredi 16 juillet l'après-midi, devant un peu moins de 3 500 spectateurs. Les deux premiers de chaque série et le meilleur troisième sont qualifiés pour la finale.
Les demi-finales sont un duel à distance entre les deux favoris l'américain Skelton et le Belge De Combe qui se neutralisent, réalisant le même temps pour gagner chacun leur course. Dans la première demi-finale, la lutte est serrée pour la seconde place qualificative. L'Américain Kirschbaum ne parvient à doubler et détacher le Suisse Wyss que dans les derniers mètres. Ce dernier entre en finale au titre de meilleur troisième. Dans la seconde demi-finale, les concurrents nagent longtemps sur la même ligne. De Combe produit son effort dans la dernière longueur pour s'imposer.
| Série | Rang | Pays | Nom                | Temps         | Qualification          |
| ----- | ---- | ---- | ------------------ | ------------- | ---------------------- |
| 1     | 1    |      | Robert Skelton     | 3 min 0 s 20  | Q                      |
| 1     | 2    |      | William Kirschbaum | 3 min 2 s 60  | Q                      |
| 1     | 3    |      | Robert Wyss        | 3 min 4 s 20  | q (meilleur troisième) |
| 1     | 4    |      | Frigyes Hollósi    | 3 min 5 s 60  |                        |
| 1     | 5    |      | Reginald Flint     | 3 min 6 s 80  |                        |
| 1     | 6    |      | Rudolf Piowaty     | 3 min 11 s 80 |                        |
| 2     | 1    |      | Joseph De Combe    | 3 min 0 s 20  | Q                      |
| 2     | 2    |      | Bengt Linders      | 3 min 1 s 40  | Q                      |
| 2     | 3    |      | Thor Henning       | 3 min 5 s     |                        |
| 2     | 4    |      | Edward Maw (en)    | 3 min 7 s     |                        |
| 2     | 5    |      | Zoltán Bitskey     | 3 min 9 s 20  |                        |

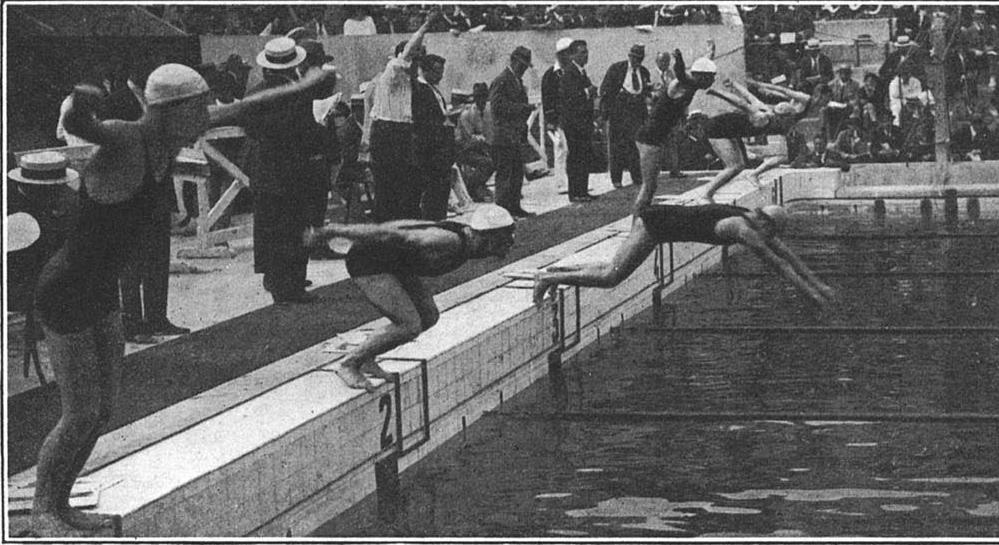
Départ de la 1re demi-finale. De gauche (bas) à droite (haut) : Robert Skelton ; Rudolf Piowaty ; Frigyes Hollósi ; William Kirschbaum ; Robert Wyss ; Reginald Flint.
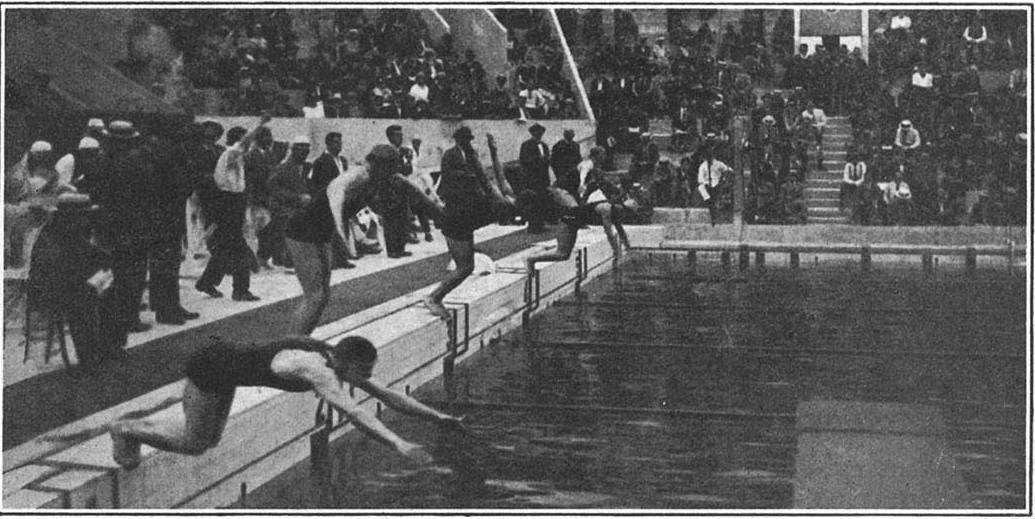
Départ de la 2e demi-finale. De gauche (bas) à droite (haut) : Edward Maw ; Bengt Linders ; Joseph De Combe ; Zoltán Bitskey ; Thor Henning.

## Finale
| Rang | Pays | Nom                | Temps         |                                            |
| ---- | ---- | ------------------ | ------------- | ------------------------------------------ |
| 1    |      | Robert Skelton     | 2 min 56 s 60 |                                            |
| 2    |      | Joseph De Combe    | 2 min 59 s 20 | (RB)                                       |
| 3    |      | William Kirschbaum | 3 min 1 s     |                                            |
| 4    |      | Bengt Linders      | 3 min 2 s 20  |                                            |
| 5    |      | Robert Wyss        | 3 min 5 s 60  |                                            |
| 6    |      | Thor Henning       |               | Décision du jury 6e temps des demi-finales |

La finale se déroule le jeudi 17 juillet en fin d'après-midi, devant un public d'un peu plus de 4 000 spectateurs.
L'Américain Robert Skelton prend d'emblée le contrôle de la course, épaulé par son compatriote William Kirschbaum, obligeant le Belge Joseph De Combe à une poursuite tout au long de la course. Finalement, il réussit dans la dernière longueur à rattraper puis doubler Kirschbaum et donc à accrocher la deuxième place. Il semble que Skelton ait cherché à battre à nouveau le record olympique, sans succès. Par contre, Joseph De Combe établit un nouveau record de Belgique,,.